# Sonata per a piano núm. 20 (Beethoven)
La Sonata per a piano núm. 20 en sol major, op. 49 núm. 2 va ser composta per Ludwig van Beethoven probablement cap a l'any 1795 o 1796, tot i que no va aparèixer publicada fins al 1805, conjuntament amb la núm. 19. Ambdues sonates són conegudes també com a "Sonata fàcil". No són difícils de tocar i el seu caràcter general, sense complicacions, fa pensar que el compositor les considerava més com una sonatina.
Aquesta sonata, juntament amb la número 19, van veure la llum en ser publicades a Viena l’any 1805, per l’acció del germà de Beethoven, Caspar, qui va considerar que valien la pena i, en contra dels desitjos del seu germà, va decidir enviar-les a la casa editorial. Van sortir com a opus 49.
Té una estructura en dos moviments, amb durada total d'uns 8 minuts.
1. Allegro ma non troppo
2. Tempo di menuetto